# Епархия Могадишо
 Епархия Могадишо (лат. Dioecesis Mogadiscensis) — епархия Римско-Католической церкви с центром в городе Могадишо, Сомали. Подчиняется непосредственно Святому Престолу. Епархия состоит из одного прихода и распространяет свою юрисдикцию на всю территорию современного Сомали.

## История
21 января 1904 года Конгрегация пропаганды веры издала декрет «Cum exposuisset», которым учредила апостольскую префектуру Бенадира, выделив её из апостольского викариата Зангебара (сегодня — архиепархия Найроби). 15 декабря 1927 года апостольская префектура Бенадира была преобразована в апостольский викариат Могадишо папой римским Пием XI, выпустившим по этому случаю бреве «Rei christianae».
24 мая 1929 года римский папа Пий XI своим бреве «Quae catholicae» передал территорию современной автономной области Джубаленд в состав апостольского викариата Занзибара (сегодня — архиепархия Найроби) и 25 марта 1937 года этот же папа своим «Quo in Vicariatu» подчинил территорию всего Итальянского Сомали апостольскому викариату Могадишо.
Во время итальянского колониального правления численность католиков на территории современного Сомали в 1940 году составляла около 40 тысяч верующих, большинство из которых составляли представители народов банту. В 1950 году насчитывалось около 8500 человек.
20 ноября 1975 года папа римский Павел VI своей буллой «Ex quo Dei» возвёл апостольский викариат Могадишо в ранг епархии.
С 1989 года после убийства епископа Пьетро Сальваторе Коломбо до настоящего времени кафедра епархии является вакантной. В настоящее время попечение над сомалийскими католиками, численность которых составляет около ста человек, осуществляет епископ Джибути.
До начала гражданской войны в Сомали действовало семь католических храмов, которые были разрушены исламскими фундаменталистами (в том числе и кафедральный собор в 2008 году).
С 2007 года в стране работали один католический священник и четыре монахини. С 2013 года в стране отсутствуют постоянные представители католического духовенства.
Епархия входит в состав Конференции латинских епископов арабского региона.

## Ординарии
- священник Алессандро деи Санти, O.SS.T.[2] (1905—1924), префект апостольской префектуры Бенадира
- епископ Габриэле Перло I.M.C. (22.12.1927 — 1929)
- епископ Франческо Фульгенцио Ладзати O.F.M. (14.07.1931 — 24.05.1932)
- епископ Франческо Венанцио Филиппини O.F.M. (30.05.1933 — 19.10.1970)
- епископ Антонио Сильвио Дзоккетта O.F.M. (19.10.1970 — 22.01.1973)
- епископ Пьетро Сальваторе Коломбо, O.F.M. (20.11.1975 — 9.07.1989)
  - епископ Джорджо Бертин O.F.M., с 29.04.1990 — апостольский администратор, епископ Джибути

## Статистика
| год  | население | население  | население | священники | священники        | священники         | священники                           | постоянные диаконы | монахи  | монахи  | приходы |
| год  | католики  | всего      | %         | всего      | белое духовенство | черное духовенство | число католиков на одного священника | постоянные диаконы | мужчины | женщины | приходы |
| ---- | --------- | ---------- | --------- | ---------- | ----------------- | ------------------ | ------------------------------------ | ------------------ | ------- | ------- | ------- |
| 1950 | 8.500     | 1.200.000  | 0,7       | 16         |                   | 16                 | 531                                  |                    | 20      | 140     | 11      |
| 1970 | 2.623     | 3.000.000  | 0,1       | 18         |                   | 18                 | 145                                  |                    | 25      | 94      |         |
| 1980 | 2.100     | 3.540.000  | 0,1       | 6          |                   | 6                  | 350                                  |                    | 8       | 68      | 2       |
| 1990 | 2.000     | 4.810.000  | 0,0       | 5          | 1                 | 4                  | 400                                  |                    | 5       | 48      | 4       |
| 1999 | 100       | 6.500.000  | 0,0       | 1          |                   | 1                  | 100                                  |                    | 2       | 3       | 1       |
| 2000 | 100       | 6.500.000  | 0,0       | 2          | 1                 | 1                  | 50                                   |                    | 2       | 3       | 1       |
| 2003 | 100       | 6.500.000  | 0,0       | 1          | 1                 |                    | 100                                  |                    | 1       | 3       |         |
| 2004 | 100       | 6.500.000  | 0,0       | 1          | 1                 |                    | 100                                  |                    |         | 4       | 1       |
| 2007 | 100       | 7.815.000  | 0,0       | 1          | 1                 |                    | 100                                  |                    |         | 4       | 1       |
| 2013 | 100       | 8.894.000  | 0,0       | -          | -                 |                    | -                                    |                    |         | -       | -       |
| 2016 | 100       | 9.500.000  | 0,0       | -          | -                 |                    | -                                    |                    |         | -       | -       |
| 2019 | 100       | 11.000.000 | 0,0       | 1          | 1                 |                    | 100                                  |                    |         | -       | 1       |